# 1977 en els vols espacials
Aquest article és una llista d'esdeveniments de vols espacials relacionats que es van produir el 1977. En aquest any, tenen lloc esdeveniments importants com el desplegament de l'orbitador del transbordador espacial. Es va llançar la sonda espacial Voyager 1 del programa Voyager. La NASA va rebre el transbordador espacial anomenat més tard Enterprise, el 14 de gener. Aquest avió espacial suborbital sense autopropulsió va ser llançat des de dalt d'una modificació d'avió 747 i va ser traslladat amb avió no tripulat fins al 13 d'agost fins que un equip tripulat va aterrar el Enterprise per primer cop.
A l'agost i el setembre, es van llançar les dues sondes Voyager als planetes exteriors. El Voyager 2, va ser llançat el 20 d'agost, per volar cap a Júpiter, Saturn, Urà i Neptú. El Voyager 1, que va ser llançat el 5 de setembre, va volar sobre Júpiter i Saturn, amb un sobrevol previst de Plutó sent cancel·lat en favor d'un sobrevol més proper a Tità.

## Llançaments
| Data i hora (UTC)      | Coet                                                                                           | Coet                      | Plataforma de llançament                       | Plataforma de llançament             | LSP                 | LSP                 |
| ---------------------- | ---------------------------------------------------------------------------------------------- | ------------------------- | ---------------------------------------------- | ------------------------------------ | ------------------- | ------------------- |
| Data i hora (UTC)      | Càrrega útil                                                                                   | Operador                  | Òrbita                                         | Funció                               | Deteriorament (UTC) | Resultat            |
| Data i hora (UTC)      | Comentaris                                                                                     |                           |                                                |                                      |                     |                     |
| 16 de juny 10:51:00    | Estats Units - Delta 2914                                                                      | Estats Units - Delta 2914 | Estats Units - Cape Canaveral LC-17B           | Estats Units - Cape Canaveral LC-17B | Estats Units        | Estats Units        |
| 16 de juny 10:51:00    | Estats Units - GOES 2                                                                          | NOAA                      | Actual: Cementiri Operacional: Geoestacionària | Meteorològic                         | En òrbita           | Reeixit             |
| 16 de juny 10:51:00    | Retirat el 5 de maig de 2001 i desplaçat en òrbita cementiri                                   |                           |                                                |                                      |                     |                     |
| 20 d'agost 14:29:44    | Estats Units - Titan IIIE                                                                      | Estats Units - Titan IIIE | Estats Units - Cape Canaveral LC-41            | Estats Units - Cape Canaveral LC-41  | Estats Units        | Estats Units        |
| 20 d'agost 14:29:44    | Estats Units - Voyager 2                                                                       | NASA                      | Galactocèntrica                                | Planetari                            | En òrbita           | Reeixit Operacional |
| 20 d'agost 14:29:44    | La nau espacial va sobrevolar Júpiter, Saturn, Urà i Neptú, primera nau en visitar Urà i Neptú |                           |                                                |                                      |                     |                     |
| 5 de setembre 12:56:01 | Estats Units - Titan IIIE                                                                      | Estats Units - Titan IIIE | Estats Units - Cape Canaveral LC-41            | Estats Units - Cape Canaveral LC-41  | Estats Units        | Estats Units        |
| 5 de setembre 12:56:01 | Estats Units - Voyager 1                                                                       | NASA                      | Galactocèntrica                                | Planetary                            | En òrbita           | Reeixit Operacional |
| 5 de setembre 12:56:01 | Vol final del Titan IIIE, la nau espacial va sobrevolar Júpiter i Saturn                       |                           |                                                |                                      |                     |                     |

## Encontres espacials
| Data (GMT)   | Nau espacial     | Esdeveniment       | Comentaris              |
| ------------ | ---------------- | ------------------ | ----------------------- |
| 20 de febrer | Viking Orbiter 1 | Sobrevol de Febe   | apropament màxim: 89 km |
| d'octubre    | Viking Orbiter 2 | Sobrevol de Deimos |                         |

## EVAs
| Inici Data/Hora      | Duració          | Hora Fi | Nau espacial  | Tripulació                                                                              | Comentaris |
| -------------------- | ---------------- | ------- | ------------- | --------------------------------------------------------------------------------------- | --- |
| 19 de desembre 21:36 | 1 hora 28 minuts | 23:04   | Salyut 6 PE-1 | Unió Soviètica - Gueorgui Gretxko (complet) · Unió Soviètica - Iuri Romanenko (en peus) | Primer EVA rus en 8 anys i el primer ús del vestit espacial Orlan-D. En Gretxko va inspeccionar el davant del port d'acoblament pels danys en el acoblament fallit del Soiuz 25 i no va trobar danys, mentre que Romanenko va realitzar una assistència de l'escotilla oberta. |